# 1990 XB
1990 XB är en asteroid i huvudbältet som upptäcktes den 8 december 1990 av de båda japanska astronomerna Toshimasa Furuta och Yoshikane Mizuno vid Kani-observatoriet.
Asteroiden har en diameter på ungefär 10 kilometer och den tillhör asteroidgruppen Eos.